# Řídký soubor

Na disk jsou v případě řídkého souboru ukládány pouze části bez velkých nulových bloků

Řídký soubor je v informatice označení pro soubor obsahující velké shluky nulových bajtů, který je v souborovém systému uložen úsporným způsobem. To je zajištěno tak, že jsou místo velkých „děr“ (tj. shluků nul) na médium zaznamenána pouze stručná metadata, v kterých je uložena délka a pozice děr. Nenulové části souboru jsou na médium zapsány obvyklým způsobem a za pomoci metadat z nich operační systém dokáže za běhu zpět konstruovat původní dlouhý soubor vyplněný mnoha nulami.
Podporu řídkých souborů nabízí většina moderních používaných souborových systémů (například ext2, ext3, ext4, Btrfs, XFS, ZFS, NTFS, NILFS, JFS). Řídké soubory naopak nepodporují souborové systémy FAT (používány na přenosných médiích) nebo souborový systém HFS+ firmy Apple.
Podobný princip úspory místa je v informatice využíván i jinde, významným příkladem jsou řídké matice.

## Výhody a nevýhody řídkých souborů
Zřejmou výhodou je úspora místa, pokud uživatel často pracuje se soubory plnými nul. V některých situacích řídké soubory také umožňují pracovat se soubory s větší velikostí, než kolik by se vůbec na disk fyzicky vešlo.
Z toho plyne i nevýhoda – ztrácí se jasná informace, kolik na disku zbývá místa. Jinou nevýhodou je vyšší náchylnost řídkých souborů k fragmentaci.